# Shōriki Matsutarō

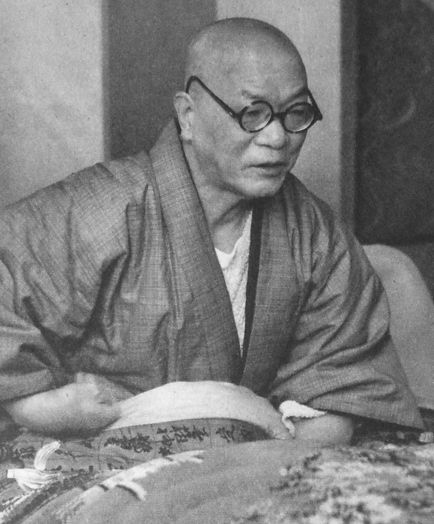
Shōriki Matsutarō

Shōriki Matsutarō (japanisch 正力 松太郎; geboren 11. April 1885 in Biwakubi in der Präfektur Toyama; gestorben 9. Oktober 1969) war ein japanischer Geschäftsmann und Politiker.

## Leben und Wirken
Shōriki Matsutarō machte 1911 seinen Studienabschluss im Fach Literaturwissenschaft an der Universität Tokio. Er wurde Staatsangestellter, aber als im Dezember 1923 sich der Toranomon-Zwischenfall ereignete, als er Chef des Schutzdienstes des „Metropolitan Police Department“ (警視庁) war, übernahm er die Verantwortung für das polizeiliche Versagen und schied aus dem Dienst aus.
Im Februar 1924 übernahm Shōriki, unterstützt von Gotō Shimpei, die Zeitung „Yomiuri Shimbun“. Seitdem hat er eine Reihe origineller Projekte gestartet und die „Yomiuri Shimbun“, zusammen mit „Asahi Shimbun“ und „Mainichi Shimbun“, zu einer überregionalen Zeitung gemacht. Er war in den Teijin-Zwischenfall verwickelt, ging aber aus ihm, wie alle Betroffene, unbeschadet daraus hervor. Im Herbst 1941 lehnte er ausdrücklich den Plan der Regierung ab, während der Kriegszeit alle Zeitungen gleichzuschalten.
Nach dem Zweiten Weltkrieg musste Shōriki im Dezember 1945 sein Amt als Präsident der Yomiuri Shimbun wegen seiner Nähe zur militärisch ausgerichteten Vorkriegsregierung niederlegen. Er gründete dann den ersten kommerziellen Fernsehsender Japans, „Nippon Television Network“. Er bemühte er sich um die Entwicklung von Mikrowellen, leistete einen Beitrag zur Rundfunkwelt und arbeitete an der Entwicklung des professionellen Baseballs. Yomiuri Shimbun und Nippon Television Network vergibt seit 1977 jährlich den Shōriki-Matsutarō-Preis für jeweils einen herausragenden Baseball-Spieler.
Shōriki war Staatsminister im Kabinett Hatoyama III (1955 bis 1956). Er wurde zum ersten Direktor der neu gegründeten Science and Technology Agency und legte dabei den Grundstein für die friedliche Nutzung der Kernenergie. Er war auch im umgebildeten Kabinett Kishi I (1957 bis 1958) tätig.